# Transistor bipolar d'heterounió

Bandes en un transistor bipolar npn d'heterojunció graduada. Barreres indicades perquè els electrons es moguin d'emissor a base, i perquè els forats s'injectin cap enrere de base a emissor; A més, la classificació del bandgap a la base ajuda al transport d'electrons a la regió base; Els colors clars indiquen regions esgotades.

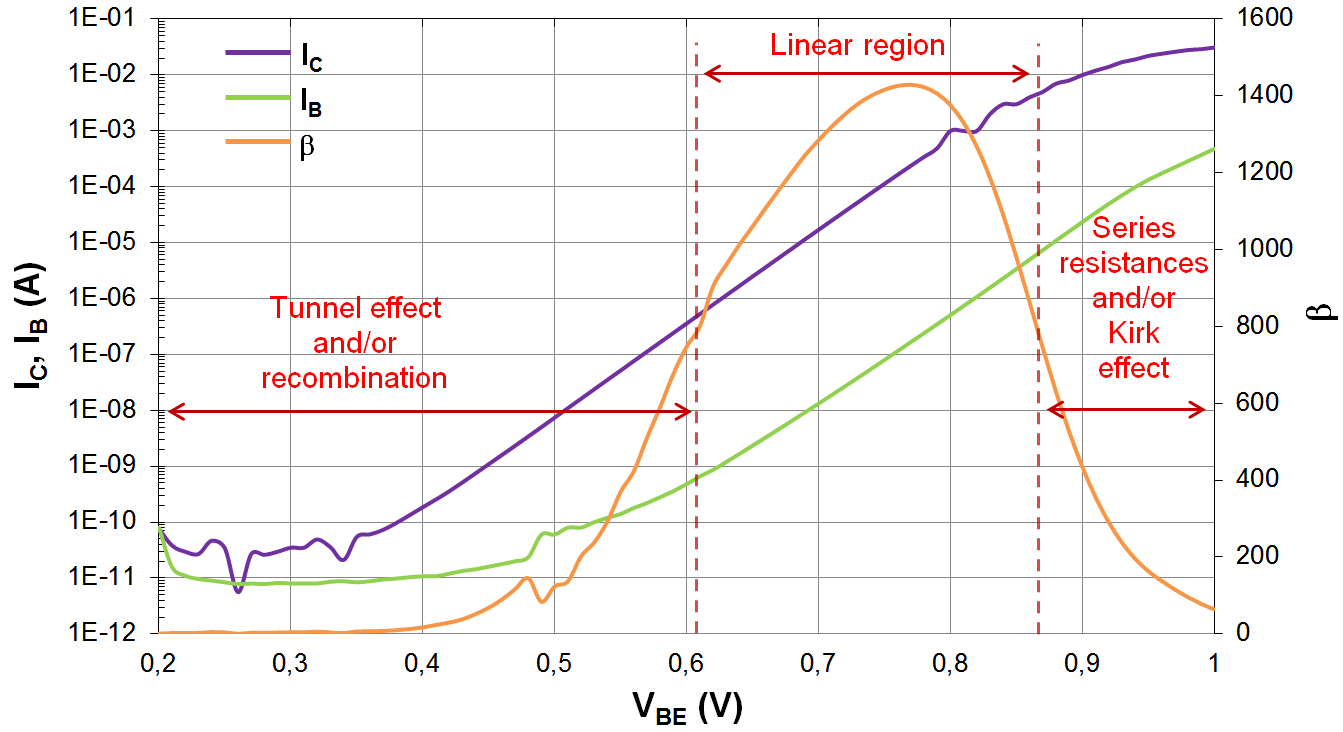
Corba VBE IC IB d'un transistor HBT

El transistor bipolar d'heterounió (amb acrònim anglès HBT) és un tipus de transistor d'unió bipolar (BJT) que utilitza diferents materials semiconductors per a les regions emissor i base, creant una heterounió. L'HBT millora el BJT perquè pot gestionar senyals de freqüències molt altes, fins a diversos centenars de GHz. S'utilitza habitualment en circuits ultra ràpids moderns, principalment sistemes de radiofreqüència (RF), i en aplicacions que requereixen una alta eficiència energètica, com ara amplificadors de potència de RF en telèfons mòbils. La idea d'utilitzar una heterounió és tan antiga com la BJT convencional, que es remunta a una patent de 1951. Herbert Kroemer va desenvolupar la teoria detallada del transistor bipolar d'heterounió el 1957.
La principal diferència entre el BJT i l'HBT està en l'ús de materials semiconductors diferents per a la unió emissor-base i la unió base-col·lector, creant una heterounió. L'efecte és limitar la injecció de forats des de la base a la regió emissora, ja que la barrera potencial a la banda de valència és més alta que a la banda de conducció. A diferència de la tecnologia BJT, això permet utilitzar una alta densitat de dopatge a la base, reduint la resistència de la base mentre es manté el guany. L'eficiència de l'heterounió es mesura pel factor de Kroemer. Kroemer va ser guardonat amb un Premi Nobel l'any 2000 pel seu treball en aquest camp a la Universitat de Califòrnia, Santa Bàrbara.
Els materials utilitzats per al substrat inclouen silici, arsenur de gal·li i fosfur d'indi, mentre que per a les capes epitaxials s'utilitzen aliatges de silici / silici-germani, arsenur d'alumini de gal·li / arsenur de gal·li i fosfur d' indi / arsenur de gal·li. Els semiconductors de banda ampla com el nitrur de gal·li i el nitrur de gal·li d'indi són especialment prometedors.